# ITF Irapuato
Das ITF Irapuato (offiziell: Guanajuato Open) ist ein Tennisturnier der ITF Women’s World Tennis Tour, das in Irapuato, Mexiko ausgetragen wird.

## Siegerliste

### Einzel
| Jahr                         | Kategorie | Siegerin                                          | Finalgegnerin                                     | Ergebnis                                          |
| ---------------------------- | --------- | ------------------------------------------------- | ------------------------------------------------- | ------------------------------------------------- |
| 2007                         | $10.000   | Maria Fernanda Alves                              | Viky Nunez-Fuentes                                | 6:3, 7:5                                          |
| 2008                         | $25.000   | Mariana Duque Mariño                              | Nikola Franková                                   | 6:4, 3:6, 6:3                                     |
| 2009                         | $25.000   | Chanelle Scheepers                                | Natalia Ryzhonkova                                | 6:1, 7:5                                          |
| 2010                         | $25.000   | Monique Adamczak                                  | Misaki Doi                                        | 7:65, 2:6, 6:2                                    |
| 2011                         | $25.000   | Marina Erakovic                                   | Andreja Klepač                                    | 7:5, 6:4                                          |
| 2012                         | $25.000   | Kiki Bertens                                      | Jaroslawa Schwedowa                               | 6:4, 2:6, 6:1                                     |
| 2013                         | $25.000   | Aleksandra Krunić                                 | Olha Sawtschuk                                    | 7:64, 6:4                                         |
| 2014                         | $25.000   | Indy de Vroome                                    | Naomi Ōsaka                                       | 3:6, 6:4, 6:1                                     |
| 2015                         | $25.000   | Alexa Glatch                                      | Renata Voráčová                                   | 6:2, 7:5                                          |
| 2016                         | $25.000   | Françoise Abanda                                  | Lesley Kerkhove                                   | 6:2, 6:4                                          |
| 2017                         | $25.000   | Deniz Khazianiuk                                  | Sofja Schuk                                       | kampflos                                          |
| 2018                         | $25.000   | Marie Bouzková                                    | Kristína Kučová                                   | 6:4, 6:0                                          |
| 2019                         | W25       | Astra Sharma                                      | Verónica Cepede Royg                              | 6:73, 6:4, 6:3                                    |
| 2020                         | W25       | Aufgrund der COVID-19-Pandemie vorzeitig beendet. | Aufgrund der COVID-19-Pandemie vorzeitig beendet. | Aufgrund der COVID-19-Pandemie vorzeitig beendet. |
| 2021 fand kein Turnier statt |           |                                                   |                                                   |                                                   |
| 2022                         | W60       | Zhu Lin                                           | Rebecca Marino                                    | 6:4, 6:1                                          |
| 2023                         | W60       | Kamilla Rachimowa                                 | Raluca Șerban                                     | 6:0, 1:6, 6:2                                     |
| 2024                         | W100      | Rebecca Marino                                    | Jule Niemeier                                     | 6:1, 6:2                                          |

### Doppel
| Jahr                         | Kategorie | Siegerinnen                                       | Finalgegnerinnen                                  | Ergebnis                                          |
| ---------------------------- | --------- | ------------------------------------------------- | ------------------------------------------------- | ------------------------------------------------- |
| 2007                         | $10.000   | Courtney Nagle Robin Stephenson                   | Lorena-Ivette Arias-Rodriguez Erika Clarke-Magana | 6:1, 6:3                                          |
| 2008                         | $25.000   | Sarah Borwell Robin Stephenson                    | Stefania Boffa Nikola Fraňková                    | 6:4, 3:6, [10:4]                                  |
| 2009                         | $25.000   | Jorgelina Cravero Veronica Spiegel                | Soledad Esperón Chanelle Scheepers                | 6:1, 6:0                                          |
| 2010                         | $25.000   | María Irigoyen Florencia Molinero                 | Lena Litvak Natalia Ryzhonkova                    | 6:73, 6:2, [10:7]                                 |
| 2011                         | $25.000   | Tímea Babos Johanna Konta                         | Macall Harkins Nicole Rottmann                    | 6:3, 6:4                                          |
| 2012                         | $25.000   | Janette Husárová Katalin Marosi                   | Maria Elena Camerin Marija Korytzewa              | 6:2, 6:79, [10:7]                                 |
| 2013                         | $25.000   | Alla Kudrjawzewa Olha Sawtschuk                   | Marcall Harkins Nicole Rottmann                   | 6:2, 6:2                                          |
| 2014                         | $25.000   | Indy de Vroome Denise Muresan                     | Irina Chromatschowa Anna Zaja                     | 6:4, 5:7, [10:7]                                  |
| 2015                         | $25.000   | Victoria Rodríguez Marcela Zacarías               | Ayaka Okuno Ana Sofía Sánchez                     | 6:1, 7:5                                          |
| 2016                         | $25.000   | Ljudmyla Kitschenok Nadija Kitschenok             | Akiko Ōmae Prarthana Thombare                     | 6:1, 6:4                                          |
| 2017                         | $25.000   | Desirae Krawczyk Giuliana Olmos                   | Ronit Yurovsky Marcela Zacarías                   | 6:1, 6:0                                          |
| 2018                         | $25.000   | Alexa Guarachi Erin Routliffe                     | Desirae Krawczyk Giuliana Olmos                   | 4:6, 6:2, [10:6]                                  |
| 2019                         | W25       | Paige Hourigan Astra Sharma                       | Verónica Cepede Royg Renata Voráčová              | 6:1, 4:6, [12:10]                                 |
| 2020                         | W25       | Aufgrund der COVID-19-Pandemie vorzeitig beendet. | Aufgrund der COVID-19-Pandemie vorzeitig beendet. | Aufgrund der COVID-19-Pandemie vorzeitig beendet. |
| 2021 fand kein Turnier statt |           |                                                   |                                                   |                                                   |
| 2022                         | W60       | Kaitlyn Christian Lidsija Marosawa                | Anastassija Tichonowa Daniela Vismane             | 6:0, 6:2                                          |
| 2023                         | W60       | Emina Bektas Ingrid Neel                          | Quinn Gleason Elixane Lechemia                    | 7:64, 3:6, [10:6]                                 |
| 2024                         | W100      | Hailey Baptiste Whitney Osuigwe                   | Ann Li Rebecca Marino                             | 7:5, 6:4                                          |

## Quelle
- ITF Homepage